# Округ Гоув (Канзас)
Округ Гоув (енгл. Gove County) је округ у америчкој савезној држави Канзас. По попису из 2010. године број становника је 2.695. Седиште округа је град Гоув Сити.

## Демографија
Према попису становништва из 2010. у округу је живело 2.695 становника, што је 373 (12,2%) становника мање него 2000. године.
| Група             | 2000.         | 2010.         |
| Белци             | 2.989 (97,4%) | 2.618 (97,1%) |
| Афроамериканци    | 3 (0,1%)      | 8 (0,3%)      |
| Азијати           | 3 (0,1%)      | 11 (0,4%)     |
| Хиспаноамериканци | 38 (1,2%)     | 42 (1,6%)     |
| Укупно            | 3.068         | 2.695         |